# قهوه ساگادا
قهوه ساگادا که با نام عربیکا ساگادا نیز شناخته می شود، یک نوع قهوه تک خاستگاه است که در ساگادا در ارتفاعات کوردیلرا در شمال فیلیپین رشد می کند. متعلق به گونه عربیکاه از نوع تیپیکا است .